# 拉爾夫·鄧斯坦
拉爾夫·鄧斯坦（Ralph Dunstan，1857年11月17日—1933年4月2日）出生於康沃爾郡Feock，逝世於Perranzabuloe。因為蒐集了許多康沃爾郡傳統音樂而出名。
鄧斯坦最著名的作品是由Reid Bros Ltd在1929年於倫敦出版的《康沃爾歌集》（Lyver Canow Kernewek）。他也曾為自己在一戰中陣亡的兒子和女婿寫過安魂曲。

## 外部連結
- Christmas carols from The Cornish Song Book （页面存档备份，存于）
- Index of Cornish Song Book （页面存档备份，存于）